# Permosyne affinis
Permosyne affinis is een keversoort uit de familie Permosynidae. De wetenschappelijke naam van de soort is voor het eerst geldig gepubliceerd in 1924 door Tillyard.